# تشارلي باركر
تشارلي باركر (بالإنجليزية: Charlie Parker)‏ (1 سبتمبر 1891 في المملكة المتحدة - 1969 في المملكة المتحدة) هو لاعب كرة قدم بريطاني (وحمل سابقاً جنسية المملكة المتحدة لبريطانيا العظمى وأيرلندا) في مركز نصف الجناح. لعب مع ستوك سيتي ونادي سندرلاند ونادي كارلايل يونايتد ونادي بليث سبارتانز.